# Annals of Internal Medicine
Pour les articles homonymes, voir Annales (homonymie).
Annals of Internal Medicine (Ann Intern Med) est une revue médicale existant depuis 1927 et créée par l'American College of Physicians (ACP). Elle publie des articles de revue et sur la recherche en médecine interne. Son éditeur actuel est Harold C. Sox.
Son facteur d'impact est 17,81 en 2014 ce qui fait de cette revue l'une des plus influentes parmi les revues de médecines cliniques, seulement dépassée par JAMA, The Lancet et New England Journal of Medicine. En 2005, les Annals' étaient publiées à environ 90 000 exemplaires.